# Marija Kostjantynivna Zan'kovec'ka
Marija Kostjantynivna Zan'kovec'ka, nata Adasovs'ka (in ucraino Марія Костянтинівна Заньковецька?; Zan'ky, 4 agosto 1854 – Kiev, 4 ottobre 1934), è stata un'attrice teatrale ucraina.

## Biografia
Nata a Zan'ky, villaggio del distretto di Nižyn, Marija era la settima figlia di un nobile proprietario terriero impoverito, Kostjantyn Kostjantynovyč Adasov'skyj, e della borghese Marija Vasylivna Nefedovadi. Si laureò al ginnasio femminile della città di Černihiv e studiò teatro al Conservatorio di Helsinki.
Dopo il suo matrimonio con l'ufficiale Aleksej Chlystov, nel 1876 Marija fece il suo debutto sul palcoscenico del teatro di Nižyn. La sua carriera professionale iniziò il 27 ottobre 1882 al Teatro comunale di Elizavetgrad (Kotljarevs'kyj) sotto la direzione di Marko Kropyvnyc'kyj. Il suo primo ruolo fu Natal'ka dall'opera di Kotljarevs'kyj Natal'ka Poltavka. Nel 1887 il successo del tour di questa compagnia provinciale fu tale da essere invitata a recitare a San Pietroburgo, di fronte allo zar Alessandro III e alla famiglia imperiale. Successivamente Marija fece parte delle più famose compagnie teatrali ucraine, quelle di Marko Kropyvnyc'kyj, Mychajlo Staryc'kyj, Mykola Sadovs'kyj e Panas Saksahans'kyj.
Il suo nome d'arte Zan'kovec'ka deriva dal nome del villaggio natale. Il suo repertorio comprendeva oltre 30 ruoli, per lo più di eroine drammatiche. Marija Zan'kovec'ka cantava con una voce da mezzosoprano e interpretava spesso le canzoni popolari ucraine. Fu paragonata a Sarah Bernhardt, ma con un modo di recitare estremamente femminile, semplice e naturale.
Zan'kovec'ka ha richiesto l'apertura a Nižyn di un teatro statale permanente. Nel 1918 organizzò un teatro popolare Compagnia ucraina sotto la direzione di M. Zan'kovec'ka, dove recitarono attori quali Borys Romanyc'kyj, Andrij Rotmyrov e altri. Numerose sono le opere teatrali tra cui Natal'ka Poltavka, Hetman Dorošenko, Aza la zingara.
Fondò a Kiev il primo teatro permanente ucraino dopo aver rifiutato di far parte dei Teatri Imperiali.
Riconoscendo i suoi meriti teatrali, nel giugno del 1918 l'etmano dell'Ucraina Pavlo Petrovyč Skoropads'kyj approvò l'adozione da parte del Consiglio dei Ministri di una risoluzione sulla nomina di una pensione statale a vita per Zan'kovec'ka.
Nel 1922 l'Ucraina ha celebrato trionfalmente il 40º anniversario della carriera di Zan'kovec'ka. È stata la prima persona in Ucraina a cui il governo ha assegnato il titolo di artista popolare della Repubblica.
Zan'kovec'ka morì il 4 ottobre 1934. È sepolta nel cimitero Bajkove, a Kiev.

## Riconoscimenti

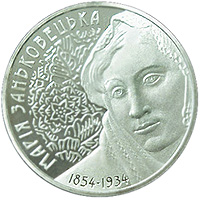
Moneta d'argento raffigurante Marija Zan'kovec'ka

La Banca nazionale ucraina ha messo in circolazione nel 2004 una moneta d'argento da 2 grivne, in occasione del 150º anniversario della sua nascita. Porta il suo nome uno dei teatri di Leopoli, il Teatro drammatico Marija Zan'kovec'ka, precedentemente Teatro del Conte Skarbek, costruito nel 1836-1843 come uno dei più grandi d'Europa. Le è dedicato un museo a Kiev.